# Jumis

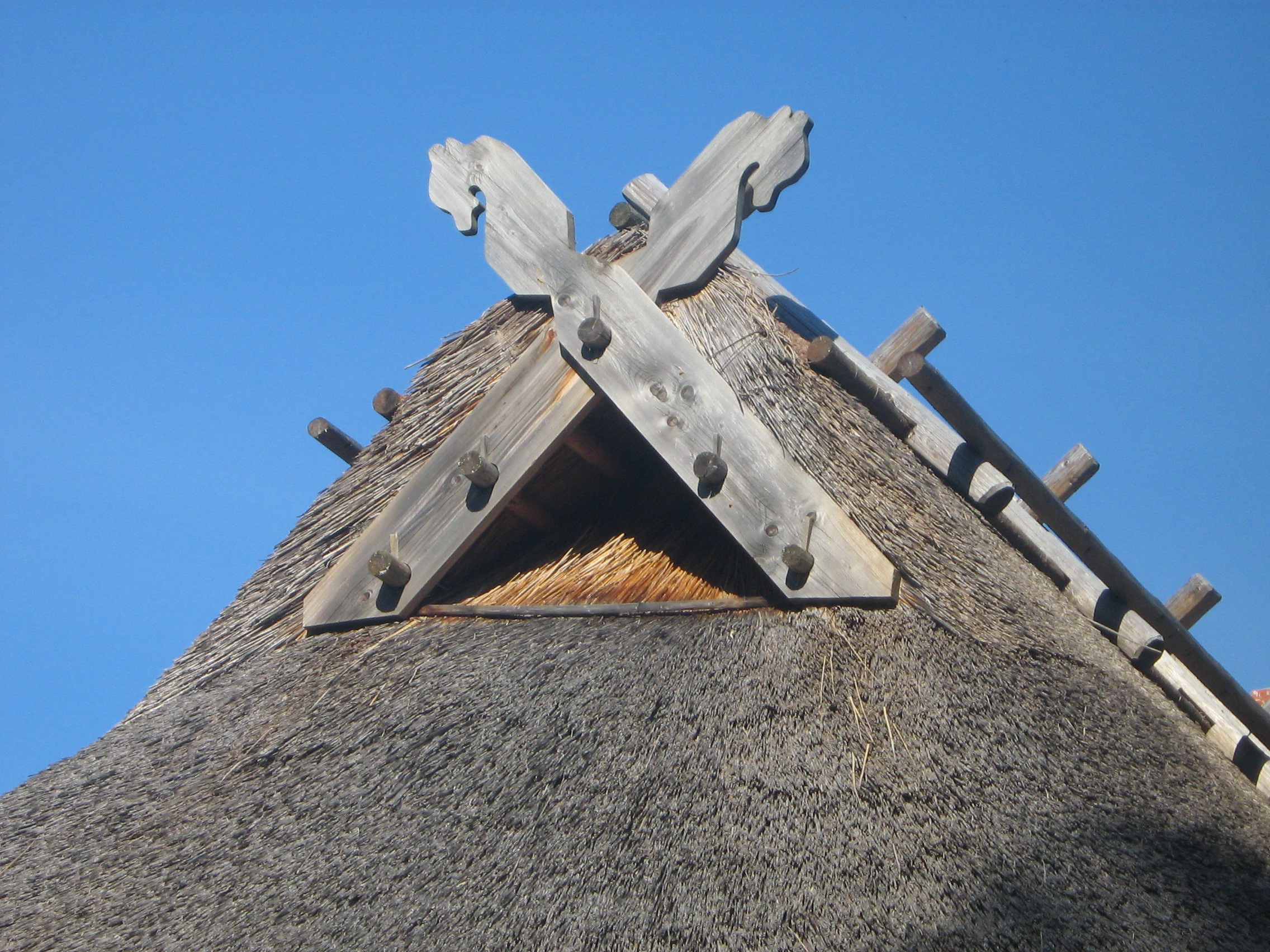
Jumis symbolisierende Dachdekoration im Ethnografischen Freilandmuseum Lettland (2007)

Jumis ist in der lettischen Mythologie die Personifikation der Doppelähre und somit eine Fruchtbarkeitsgottheit. Je nach Getreidesorte kann er Roggen-, Gerste- oder Hafer-Jumis genannt werden. Die Doppelähre ist ein Symbol besonderer Fruchtbarkeit. Auch die zusammengewachsenen Stängel beim Flachs werden Flachs-Jumis genannt. Dem Jumis wird, wie es typisch für die lettische Mythologie ist, eine undifferenzierte Familie zugeschrieben. So wird seine Mutter Jumja Mātes „Jumis Mutter“ genannt, seine Frau Jumala oder Jumīte und seine Kinder Jumalēni (kleine Jumis). Im Sommer hält sich Jumis auf dem Feld auf, im Winter schläft er unter einem Stein oder auch im Garbenkranz, der in der Scheune aufgehängt wird. Die Körner dieses Kranzes werden im Frühjahr unter das Saatgut gemischt um die Fruchtbarkeit zu erhöhen.
Der Name Jumis leitet sich ab von der indoeuropäischen Wurzel *h2iem- „Zwilling“ (lateinisch gemini).